# Kościół św. Agaty w Mdinie
Kościół świętej Agaty (malt. Il-Knisja ta’ Sant’Agata, ang. Church of St Agatha) – niewielki rzymskokatolicki kościół, położony w mieście Mdina na Malcie. W niektórych źródłach określany jako kaplica.

## Historia
Niewiele jest informacji o najstarszej kaplicy, która stała na tym miejscu. Jednak informacje o późniejszych istnieją w różnych dokumentach wizyt duszpasterskich i aktach notarialnych. Pierwszy dokument wzmiankujący o tej świątyni pochodzi z 10 sierpnia 1414 i określa ją jako „Sancta Agatha de Civitate, ecclesia”. W Rollo Senatore de Mello z 1436 określana jest jako „Animagium Santa Agata” w Mdinie. Animagium to jako jedyne w Mdinie posiadało także „ientaculum”, oznaczające obowiązek rozdawania kapłanom pożywienia po odprawieniu nieszporów w dniu świątecznym. Jak wynika z akt wizyty pasterskiej prałata Pietro Dusiny w 1575, odbywało się to w samej kaplicy, gdyż nie było innego miejsca. 
Relacja z wizyty duszpasterskiej prałata Cubellesa w 1539 wymienia tę kaplicę jako jedną z pięciu w Mdinie. W tym dokumencie kaplica jest wymieniona jako „Santa Agatha delli Inguanez”. Dokument ten, zapewne cytowany później także przez Achille Ferresa, mówi, że kaplicę tę zbudował arystokrata Francesco Gatto Desguanez i jego żona Donna Paola de Castelli w 1417. Ale jak wyżej podano, kaplica ta jest już wzmiankowana w dokumencie z 1414. Oznacza to zatem, że przed kaplicą zbudowaną przez małżeństwo Gatto Desguanez mogła znajdować się w tym samym miejscu inna kaplica pod tym samym wezwaniem.
Monsignor Dusina odwiedził tę kaplicę w sobotę 22 stycznia 1575. Kaplica miała wówczas jeden ołtarz. Miała również przyzwoity obraz świętej Agaty, a także lniany obrus na ołtarz. Niestety miała też uszkodzenia, m.in. przeciekający dach. Dusina nakazał naprawienie usterek oraz zakup dwóch kandelabrów z brązu, dużego drewnianego krzyża, szat sakralnych, w tym alby i stuły oraz mszału według obrządku rzymskiego. Ponieważ w kaplicy było ciemno, nakazał zrobić okrągłe okno w drzwiach i zaopatrzyć wnętrze w lampy.
Do roku 1594, czasu wizyty biskupa Gargallo, zakupiono do kaplicy dwa drewniane świeczniki, wykonano także dzwonnicę na dachu kościoła.
Kaplica była pod świeckim patronatem rodziny Gatto do 1661, kiedy to przekazana została Kościołowi.
Budynek świątyni został mocno uszkodzony przez trzęsienie ziemi w 1693, które zniszczyło większość Mdiny, w tym średniowieczną katedrę.
Nowy kościół został wybudowany rok później, autorem projektu był renomowany architekt Lorenzo Gafà, który również zaprojektował nową katedrę. Kościół został poświęcony 26 czerwca 1695 przez archidiakona Antonio Cauchiego, w obecności biskupa Davide Cocco Palmieri oraz wielkiego mistrza Adriena de Wignacourt. Następnego dnia ten sam archidiakon poświęcił nowy obraz św. Agaty, dzieło malarza Giuseppe D’Areny. Na obrazie widać także św. Adriana Męczennika. Święty Adrian został umieszczony na obrazie jako święty patron dziekana katedry Adriano Bonniciego (lub Bonvicino), który pokrył koszty odbudowy kościoła.

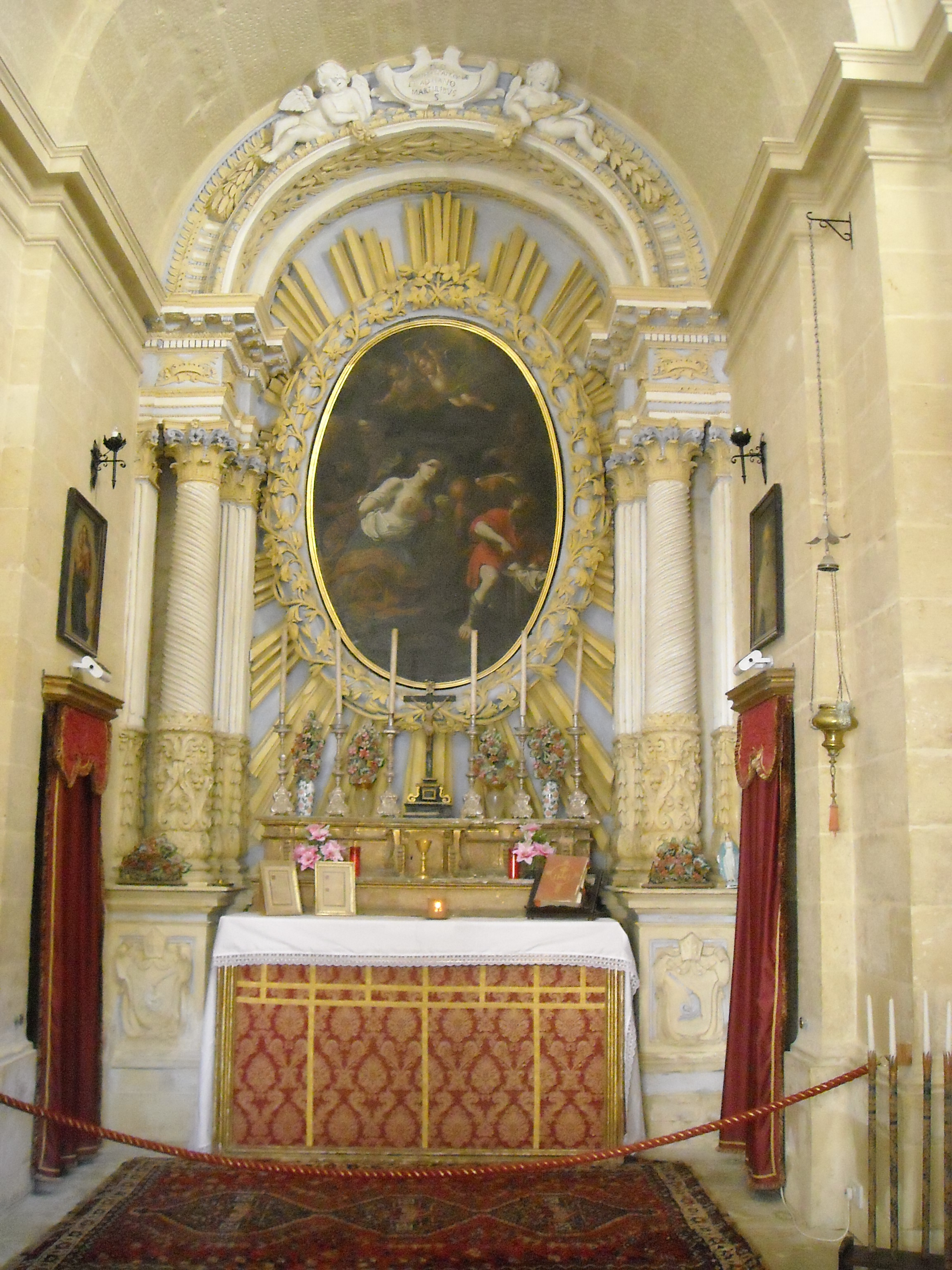
Apsyda z ołtarzem

W czasie II wojny światowej kościół był schronieniem dla dwóch rodzin.
Po wojnie budynek popadł w ruinę. Po zebraniu funduszy przez Mdina Cultural Association oraz Seminarium Katedralne, właściciela kościoła, budynek został odrestaurowany.

## Architektura
Fasada ma doskonałe proporcje. Na rogach dwa wysokie pilastry w stylu toskańskim, między którymi znajdują się kwadratowe drzwi okolone kamienną ramą. Nad nimi znajduje się segmentowy fronton i marmurowa tablica z inskrypcją. Na górze mieści się fronton ze spływem wolutowym, a na końcach dwa motywy dekoracyjne w kształcie żołędzia. Na ścianie bocznej naprzeciwko głównego wejścia do miasta znajduje się mała dzwonnica z jednym dzwonem.

## Wnętrze
Kaplica ma kształt kwadratu, wewnątrz filary w stylu toskańskim, które podtrzymują cztery łuki i cztery pendentywy, na których spoczywa kopuła z latarnią. Naprzeciw wejścia dość głęboka apsyda, w której znajduje się pojedynczy ołtarz.
Owalny obraz tytułowy jest dziełem Giuseppe d’Areny. Przedstawia św. Agatę, patronkę Malty, oraz św. Adriana Męczennika. Jest to kopia obrazu będącego w kościółku do 1694, aktualnie wystawianego w Muzeum Katedralnym. Obraz ma owalną ramę, oskrzydlony jest przez korynckie kolumny, wspierające łuk z cherubinami i kartuszem z imionami świętych, przedstawionych na obrazie.
W nawie kościoła wiszą także dwa obrazy, po jednym na każdej ze ścian bocznych, przedstawiające Świętą Agatę i Chrzest Jezusa w Jordanie. Poniżej nich stacje Drogi krzyżowej.